# 安德洛尼卡·杜卡斯·巴列奥略
安德洛尼卡·杜卡斯·巴列奥略（希臘語：Ἀνδρόνικος Δούκας Παλαιολόγος，约1083/85-1115/18年）是一位拜占庭贵族，曾在12世纪初担任塞萨洛尼基总督。

## 生平
他出生于约1083/85年，是“可敬者”乔治·巴列奥略与其妻安娜·杜卡伊娜之子。他的父亲是巴列奥略家族第一个在历史上留名的成员尼基弗鲁斯之子，后成为阿莱克修斯一世（1081-1118年在位）手下的得力干将，多次参与重要战役，而他的母亲则是阿莱克修斯的皇后伊琳娜·杜卡伊娜的妹妹。安德洛尼卡这个名字来源于他的外祖父安德洛尼卡·杜卡斯，按照拜占庭习俗，这可能表明他是家中的次子（他的长兄尼基弗鲁斯按祖父的名字命名）。安德洛尼卡本人似乎更喜欢使用他的母姓杜卡斯，在几份史料中，他都以这一族姓出现。
他和父亲一样拥有头衔“可敬者”，但他的早年事迹并不清楚，保罗·戈蒂埃（P. Gautier）提出他可能就是阿莱克修斯一世时期活跃于1109年之后的“财政书记”安德洛尼卡·杜卡斯。唯一可以确定的是他曾担任塞萨洛尼基总督，讽刺作品《提马里翁》的故事背景在塞萨洛尼基，提及了城市的总督但没有指名道姓，而佐希亚里奥斯修道院的一份1112年1月/2月的文件显示，“受所有人尊敬之可敬者安德洛尼卡·杜卡斯”时任塞萨洛尼基的“都督与裁判官”。
安德洛尼卡年轻时吧就因心脏疾病而先于其父母去世，大约是在1115/18年。学者季米特里奥斯·波勒米斯（Demetrios Polemis）认为他的妻子可能是“生于紫室”的公主佐伊·杜卡伊娜（君士坦丁十世之女，阿德里亚诺斯·科穆宁之妻）之女，他可能是“伙友兵团大长官”乔治·巴列奥略之父（但也可能是他的哥哥），但让-克劳德·夏延（Jean-Claude Cheynet）与让·弗朗索瓦·瓦尼耶（Jean-François Vannier）认为他没有后代。宫廷诗人尼古拉斯·卡利克勒斯为他写了悼文与四首诗歌。他的父母死后也与他葬在一起。

## 引用
1. 1 2 3  Polemis 1968，第154頁.
2. 1 2  Cheynet & Vannier 1986，第147頁.
3. ↑  Kazhdan 1991，第1557頁.
4. 1 2  Cheynet & Vannier 1986，第148–149頁.
5. ↑  Polemis 1968，第58–59, 153–154頁.
6. ↑  Cheynet & Vannier 1986，第147–148頁.
7. ↑  Polemis 1968，第54–55, 154, 155頁.
8. ↑  Cheynet & Vannier 1986，第149頁.
9. ↑  Cheynet & Vannier 1986，第147, 149 (note 16)頁.
10. ↑  Polemis 1968，第154 (note 3)頁.